# 3650 Kunming
3650 Kunming је астероид главног астероидног појаса са пречником од приближно 28,22 .
Афел астероида је на удаљености од 3,859 астрономских јединица (АЈ) од Сунца, а перихел на 2,396 АЈ.
Ексцентрицитет орбите износи 0,233, инклинација (нагиб) орбите у односу на раван еклиптике 14,630 степени, а орбитални период износи 2020,506 дана (5,531 година).
Апсолутна магнитуда астероида је 11,90 а геометријски албедо 0,038.
Астероид је откривен 30. октобра 1978. године.